# Sázek
Sázek (německy Scheidebach) je potok v okrese Cheb v Karlovarském kraji v Česku a v zemském okrese Fojtsko v Sasku v Německu. Je dlouhý 17,1 km. Povodí má rozlohu 86,8 km². Jde o vodní tok III. řádu, který patří do povodí Ohře a Labe, úmoří Severního moře.

## Průběh toku
Pramení na česko-saské hranici jižně od Bärendorfu, na hranici katastru části Výhledy obce Hazlov v okrese Cheb v Karlovarském kraji. Po státní hranici a zároveň po hranici přírodního parku Halštrov teče potok na jih, později na jihovýchod. Krátce pokračuje dále Saskem pod jménem Scheidebach, přitéká do přírodního parku Kamenné vrchy a u hraničního přechodu u Vojtanova se opět se stáčí k hranici, kterou tvoří až do soutoku s Velkorybnickým potokem nedaleko pramene kyselky v místě zvaném Mlýn u Kyselky. Poté již pokračuje Českem, protéká jediným městem na své cestě Skalnou, kde na ostrohu nad ním stojí hrad Vildštejn. Na konci města protéká čističkou odpadních vod a pokračuje směrem na východ kolem osad Zelené a Kateřiny. Protéká severovýchodní částí národní přírodní rezervace Soos. Za ní přibírá zleva Lužní potok a za osadou Povodí zprava Stodolský potok. Pokračuje střídavě na jih a východ a ústí do Ohře nad obcí Nebanice.

### Větší přítoky
- Lužní potok – levostranný
- Stodolský potok – pravostranný